# Autuniet
Autuniet met formule: Ca(UO2)2(PO4)2·10-12H2O is een geel-groenachtig fluorescerend fosfaat met een hardheid van 2 - 2½. Autuniet heeft een tetragonale kristalstructuur. Het fluoresceert met een felgroen licht onder ultraviolet licht en is om die reden erg gewild bij mineralenverzamelaars.
Door het hoge gehalte aan uranium is het radioactief. Het wordt gebruikt als uraniumerts.
Autuniet is ontdekt in 1852 nabij Autun, Frankrijk.